# Sōsō no Frieren
Sōsō no Frieren (葬送のフリーレン Sōsō no Furīren?, lit. Frieren la sepulturera) es una serie de manga escrita por Kanehito Yamada e ilustrada por Tsukasa Abe. Se ha serializado en la revista Shūkan Shōnen Sunday de Shōgakukan desde el 28 de abril de 2020, y hasta el momento sus capítulos han sido recopilados en catorce volúmenes tankōbon. Una adaptación de la serie al anime de Madhouse se estrenó el 29 de septiembre de 2023.
En marzo de 2021, el manga tenía más de 2 millones de copias en circulación. En 2021, Sōsō no Frieren ganó el 14° Manga Taishō y el Premio al nuevo creador del 25° Premio cultural anual Tezuka Osamu.

## Argumento
La historia sigue a la maga elfa Frieren, una exmiembro del grupo de aventureros que derrotó al Rey Demonio y restauró la armonía en el mundo después de una búsqueda de diez años. En el pasado, el grupo heroico incluía a Frieren, el héroe humano Himmel, el guerrero enano Eisen y el sacerdote humano Heiter. Antes de separarse, observan juntos la Era Meteoros, una lluvia de meteoritos que ocurre una vez cada cincuenta años. Frieren acepta volver a verlos y ofrecerles una mejor vista la próxima vez que ocurra el evento celestial. Frieren luego parte y viaja por el mundo en busca del conocimiento mágico.
Frieren regresa a la capital cincuenta años después; sin embargo, la humanidad ha cambiado y sus antiguos compañeros han envejecido claramente. Después de una última aventura para ver la lluvia de meteoritos, Himmel muere de vejez. Durante el funeral, Frieren expresó su culpa por no intentar saber más sobre él. Frieren luego visita a sus otros antiguos camaradas. Ella acepta una oferta para enseñar y cuidar a Fern, una niña huérfana adoptada por Heiter. También recibe una invitación para viajar al norte, al lugar de descanso de las almas, y volver a ver a Himmel para despedirse del héroe y expresar sus sentimientos. Para cumplir con esas solicitudes, Frieren se embarca en un viaje junto con Fern mientras sigue persiguiendo su pasión por aprender magia.
La naturaleza élfica de Frieren le otorga una esperanza de vida extremadamente larga, lo que hace que vea períodos de años o décadas como efímeros (esta percepción del tiempo la hace considerar la aventura de diez años con el grupo de Himmel como una experiencia fugaz). Por lo tanto, la historia se desarrolla a lo largo de un largo tiempo, con flashbacks periódicos acompañados del desarrollo físico y mental de los personajes además de la propia Frieren.

## Personajes

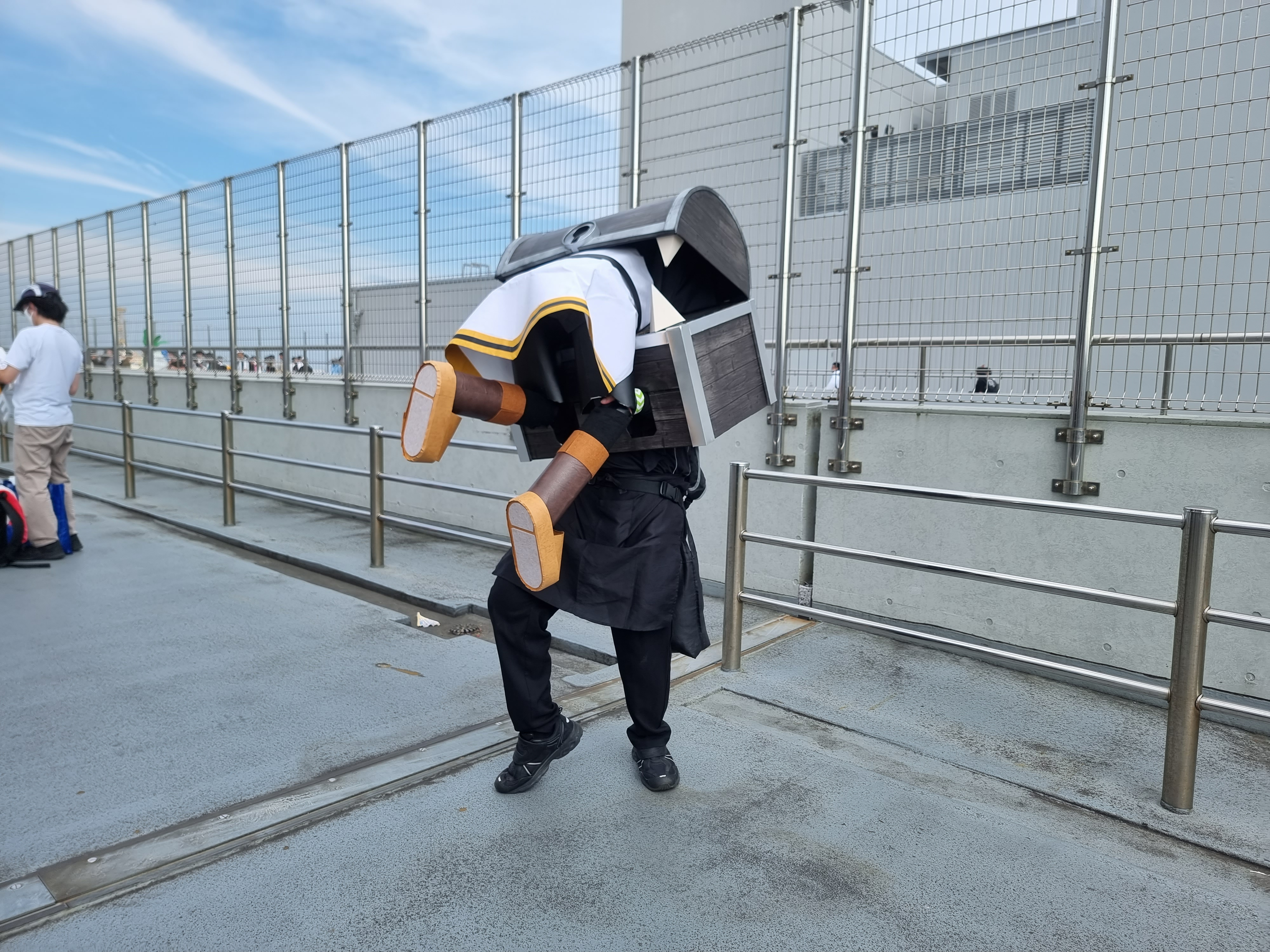
Cosplay de Frieren siendo tragada por un cofre mímico.

### Grupo de Frieren
Frieren (フリーレン Furīren?)
 Seiyū: Atsumi Tanezaki, Erika Ugalde (Hispanoamérica ), Sandra Villa (España)
País: Japón
Una maga que era miembro del grupo que derrotó al Rey Demonio. Aunque parece ser muy joven, nació en una raza longeva de elfos y ha vivido durante más de mil años. Debido a que su sentido del tiempo es tan diferente al de los humanos, no tiene reparos en trabajar durante meses, si no años, a la vez. Después de la muerte de Himmel, un miembro de su grupo disuelto, Frieren se arrepintió de no haberlo conocido mejor durante su aventura de diez años. Como resultado, se embarcó en otro viaje para aprender más sobre la humanidad. También ha viajado con una aprendiz de mago humano, Fern, desde que la tomó como aprendiz por sugerencia de Heiter. Hace más de mil años, Frieren fue salvada por la gran maga Flamme y se convirtió en su aprendiz cuando su ciudad natal, un asentamiento élfico, fue atacada por demonios. Después de esas experiencias traumáticas pasadas, Frieren desarrolló una fuerte aversión a los demonios y, naturalmente, deseaba erradicarlos del mundo. Después de la muerte del Rey Demonio, Frieren hizo contribuciones sustanciales al estudio de la magia para matar demonios mientras continuaba matándolos cada vez que podía hasta que la raza de los demonios ya no era tan amenazante como lo era antes. Como es la maga que ha enterrado a la mayor cantidad de demonios en la historia registrada, se ha ganado el apodo de «Frieren the Slayer», y es temida por la raza demoníaca. Sin embargo, no está exenta de defectos, y también ha sufrido varias derrotas. Dado que Frieren es una elfa, generalmente es insensible a las emociones humanas. Ocasionalmente es torpe en sus interacciones con los demás y con frecuencia se la acusa falsamente de ser distante. Sin embargo, en realidad es amable y cariñosa.
Fern (フェルン Ferun?)
 Seiyū: Kana Ichinose, Azucena Estrada (Hispanoamérica ), María Genzor (España)
La única aprendiz de Frieren. Ella es una huérfana de guerra de un país del sur que había perdido a sus padres y estaba a punto de suicidarse saltando de un edificio cuando Heiter vino a rescatarla. Comenzó a entrenarse en magia cuando era niña bajo la tutela de Heiter para volverse más autosuficiente. Conoció a Frieren, quien vino a visitar a Heiter, cuando ella tenía nueve años. Fern solicitó que Frieren le enseñara magia para que pudiera convertirse en una maga de pleno derecho. Después de la muerte de Heiter, se embarca en un viaje como aprendiz de Frieren a la edad de 15 años. Más tarde, se convirtió en una maga de primera clase después de aprobar el examen cuando aún era adolescente. Como privilegio de ser una maga de primera clase, Fern puede pedirle a Serie prácticamente cualquier magia que exista. Del mismo modo, la maga de primera clase recién nombrada simplemente pidió un hechizo para quitar la suciedad de cualquier prenda, para consternación de Serie.
Stark (シュタルク Shutaruku?)
 Seiyū: Chiaki Kobayashi, Eduardo Martínez (Hispanoamérica ), Roberto Rodríguez (España)
Criado por Eisen, es un joven guerrero que acompaña a Frieren en su viaje. Es un luchador fuerte a pesar de su timidez.
Proviene de una aldea de guerreros siendo su hermano mayor el más fuerte de la aldea, este era el único que era bueno con Stark ya que el resto de la aldea lo trataban mal por ser débil y cobarde, tras un ataque de los demonios Stark es el último sobreviviente ya que huyó, más adelante se revela en su cumpleaños gracias a un pastel de carne que Frieren prepara Stark recuerda que su hermano le hacia el mismo pastel en su cumpleaños en secreto y además que su hermano fue quien le pidió que huyera y que sobreviviera.

### Grupo del Héroe
Himmel (ヒンメル Hinmeru?)
 Seiyū: Nobuhiko Okamoto, Miguel Ángel Leal (Hispanoamérica ), Javier Bañas (España)
Un miembro humano del grupo de héroes original, que falleció. Era el héroe del grupo y un autoproclamado hombre guapo. Después de ver juntos una lluvia de meteoritos, él y Frieren prometieron volver a encontrarse. Murió poco después de que los dos se reunieran cincuenta años después.
Heiter (ハイター Haitā?)
 Seiyū: Hiroki Tōchi, Carlo Vázquez (Hispanoamérica ), Pablo Irles (España)
El otro miembro humano fallecido del grupo de héroes, que era el sacerdote amante del alcohol del grupo. Encontró, adoptó y crio a Fern después de que el grupo se disolviera.
Eisen (アイゼン Aizen?)
 Seiyū: Yōji Ueda, Raúl Solo (Hispanoamérica ), Adolfo Pastor (España)
Además de Frieren, es el otro miembro vivo del grupo de héroes original. Es un enano que también tiene una esperanza de vida más larga que los humanos. Sin embargo, dado que ya había pasado su mejor momento y estaba envejeciendo, incluso para los estándares de los enanos, rechazó la invitación de Frieren para volver a aventurarse.

### Demonios
Aura (アウラ?)
 Seiyū: Ayana Taketatsu, Vanessa Olea (Hispanoamérica ), Noelia De Luis (España)
También conocida como Aura la Guillotina (断頭台のアウラ), es una de los Siete Sabios de la Destrucción que sirve directamente al Rey Demonio. Usando su magia característica Auserlese, pesa el maná del alma de su oponente y el suyo propio en su Balanza de Obediencia, otorgando al alma más maná un control completo sobre el cuerpo del otro. Aura se convirtió en una Sabia de la Destrucción hace más de 500 años y formó un ejército a partir de las personas a las que subyugó con su magia. Es famosa por decapitar a todas las personas que controlaba con éxito al descubrir que una persona con suficiente fuerza de voluntad podría desafiar parcialmente su magia; esta tendencia le otorgó el título de "Aura la Guillotina". Después de su retirada de la batalla contra el Grupo de Héroes y la derrota del Rey Demonio, Aura permaneció escondida hasta que Himmel falleció. Después de la muerte de Himmel, Aura reapareció y comenzó a librar una guerra para apoderarse del Dominio del Graf Granat en las Tierras del Norte. Esto llevó a un amargo conflicto con los humanos allí desde entonces y resultó en la muerte del hijo del Graf Granat después de que lo alistaron para luchar en la guerra. Aura, aparentemente cansada de la guerra, envía a tres de sus verdugos como mensajeros para pedir la paz cuando llegue el grupo de Frieren. Sin embargo, su verdadera intención era bajar la guardia del Graf Granat y persuadirlo para que desactivara la poderosa barrera que rodeaba su dominio, dándole a ella y a su ejército libre acceso. Al enfrentarse contra Frieren, Aura creyó tener la ventaja sobre la hechicera elfa hasta que esta reveló su verdadero poder neutralizando su hechizo y finalmente obligando a Aura a que termine con su propia vida para gran consternación de la demonio.
Qual (クヴァール Kuvāru?)
 Seiyū: Hiroki Yasumoto, Roberto Mendiola (Hispanoamérica )
También conocido como el Sabio Mayor de la Corrupción (腐敗の賢老 Fuhai no ken rō?), era un demonio que servía al Rey Demonio y era temido durante el reinado del rey. Qual cometió grandes atrocidades en la región que rodea el bosque Größe y fue el creador de la Magia Asesina o Zoltraak, la primera magia penetrante capaz de superar todas las defensas mágicas de la humanidad en ese momento. Durante la aventura del grupo del héroe para matar al Rey Demonio, él entró en combate con ellos. Qual resultó demasiado fuerte para que el grupo lo derrotara, lo que provocó que Frieren lo sellara como último recurso. Veintisiete años después de la muerte de Himmel, Frieren abre el sello de Qual durante su visita a un pueblo del bosque Größe. Después de ser liberado y darse cuenta de que el Rey Demonio había sido derrotado, entra en combate con Frieren y su aprendiz Fern. Sin embargo, no puede romper la barrera mágica defensiva básica conjurada por Fern con su firma Killing Magic debido a que su hechizo está siendo estudiado e incorporado a los sistemas mágicos humanos. Después de intentar superar la barrera mágica lanzada por Fern con un asalto multidireccional, Frieren lo derrota en un ataque usando la misma magia que él había creado.
Lügner (リュグナー Ryugunā?)
 Seiyū: Junichi Suwabe, Gerardo Reyero (Hispanoamérica )
Era un demonio que servía a Aura la Guillotina. Se infiltró en el Dominio del Graf Granat con el pretexto de servir como enviado de paz de Lady Aura, aunque sus verdaderas intenciones eran conseguir que el Graf Granat bajara la barrera defensiva que rodeaba la ciudad. Cuando su plan sale al descubierto, Lügner captura a Graf Granat para obligarlo a desactivar la barrera, pero es interceptado por Fern y Stark quienes rescatan a Granat. Más adelante Lügner confronta a Fern, pero ella consigue acabar con él.
Linie (リーニエ Rīnie?)
 Seiyū: Manaka Iwami, Nycolle González (Hispanoamérica )
Es una demonio que trabaja bajo Aura. Linie nació en algún momento antes de la derrota del Rey Demonio por parte del grupo del héroe. Durante una de las peleas del grupo, fue testigo de la batalla de Eisen y observó su maná y sus acciones, lo que le permitió imitar su estilo de lucha. En algún momento, Linie comenzó a trabajar con Aura, uno de los Siete Sabios de la Destrucción para convertirse en una de los verdugos personales del Sabio de la Destrucción junto a Draht y Lügner. Bajo las instrucciones de Aura, fue enviada para ayudar a Lügner junto con Draht a llevar a cabo negociaciones con Graf Granat. Cuando las negociaciones de paz han fracasado, Linie se enfrenta a Stark mientras conjura un hacha, revelando que reconoció los movimientos de Stark y casualmente había grabado las técnicas de Eisen cuando era joven, lo que la llevó a usar el Hechizo de Imitación: Erfassen para imitar a Eisen. Si bien Linie puede copiar perfectamente los movimientos de Eisen, carece del mismo poder detrás de sus ataques, lo que le da ventaja a Stark, quien contraataca con la técnica Lightning Strike y logra acabar con ella.
Draht (ドラート Dorāto?)
 Seiyū: Kōki Ōsuzu, José Ángel Torres (Hispanoamérica )
Era un demonio que servía a Aura la Guillotina. Se infiltró en el Dominio del Graf Granat junto con Lügner y Linie con el pretexto de servir como enviado de paz de Lady Aura. Aprovechando que Frieren fue encarcelada por intentar a atacar a Lügner, Draht se dirige a su celda para asesinarla, pero falla y Frieren lo mata arrancándole la cabeza.

### Magos
Kanne
 Seiyū: Azumi Waki
Lawine
 Seiyū: Sayumi Suzushiro
Wirbel
 Seiyū: Kishō Taniyama
Übel
 Seiyū: Ikumi Hasegawa
Denken
 Seiyū: Jirō Saitō
Land
 Seiyū: Shōhei Komatsu
Richter
 Seiyū: Eiji Hanawa
Laufen
 Seiyū: Shizuka Ishigami
Ehre
 Seiyū: Kanae Itō
Zenze
 Seiyū: Haruka Terui
Genau
 Seiyū: Tarusuke Shingaki

### Otros
Sein (ザイン Zain?)
 Seiyū: Yūichi Nakamura (actor nacido en 1980)
Un monje del pueblo que se une al grupo de Frieren en su viaje al conocerlo. Es un monje talentoso pero mediocre al que le gusta el licor, los cigarrillos, los juegos de azar y las mujeres mayores.
Flamme (フランメ Furanme?)
 Seiyū: Atsuko Tanaka, Alexandra Vicencio (Hispanoamérica ), Sara Iglesias (España)
Una maga legendaria y la creadora de la magia de la humanidad. En la actualidad de la historia, muchos creen que es una figura mitológica y se cuestiona su existencia. Además, se dice que todos los grimorios escritos por ella que se han descubierto hasta ahora son falsos. Sin embargo, Flamme realmente existió alrededor de un milenio antes del comienzo de la narración, fue aprendiz de la gran maga Serie, y mentora de nuestra protagonista.
Cuando una aldea de elfos fue invadida por orden del Rey Demonio en el pasado, ella protegió a la única sobreviviente, Frieren. Al darse cuenta de que estaban siendo seguidas por generales del ejercito de Rey Demonio, demostró su gran habilidad con la magia luego de asesinar a estos. Flamme le enseña a Frieren un metódo efectivo para ocultar su mana (fuerza magica), y engañar a los enemigos, haciéndoles creer que tiene menos poder del que en realidad posee, indicándole que le dedique el resto de su vida a perfeccionar esta tecnica.  Su hechizo favorito es el que crea un «hermoso jardín de flores».  Eventualmente, Frieren usó el hechizo favorito de su maestra para decorar su tumba, cumpliendo su última petición
Serie (ゼーリエ Zērie?)
Una mujer elfa que ha vivido desde la antigüedad. Es una maga influyente e instructora de Flamme. Unos 1 000 años antes de que comience la historia, conoció a Frieren por primera vez, a quien había traído Flamme. Se cree que Serie es un grimorio viviente, que posee casi toda la magia de la historia humana, y es considerada la maga más cercana a la Diosa Todopoderosa. Alrededor de veinte años antes de la muerte de Himmel, estableció la Asociación Mágica Continental. Los magos de primera clase tienen el privilegio de conocerla y pueden solicitar cualquier hechizo que deseen. A Serie le apasiona asesorar a personas brillantes y motivadas. Como resultado, no le gustan Flamme y Frieren debido a su comportamiento relajado y falta de ambición a pesar de poseer un talento inmenso. Además, se refiere a Frieren como «una maga que no es lo suficientemente hábil para su edad».
Kraft (クラフト Kurafuto?)
 Seiyū: Takehito Koyasu
Stoltz (シュトルツ Shutorutsu?)
 Seiyū: Takuya Eguchi
Sword Village Chief (剣の里の里長?)
 Seiyū: Konomi Kohara

## Contenido de la obra

### Manga
Sōsō no Frieren está escrito por Kanehito Yamada e ilustrado por Tsukasa Abe. La serie comenzó a publicarse en la revista Shūkan Shōnen Sunday de Shōgakukan el 28 de abril de 2020. Shōgakukan ha recopilado sus capítulos en volúmenes tankōbon individuales. El primer volumen se publicó el 18 de agosto de 2020, y hasta el momento se han lanzado catorce volúmenes.
En febrero de 2021, VIZ Media anunció que obtuvo la licencia de la serie para su lanzamiento en inglés en América del Norte, y el primer volumen se publicó el 9 de noviembre de 2021. En diciembre de 2021 Panini anunció que obtuvo la licencia de la serie para lanzarla en español en México. Norma Editorial obtuvo la licencia en España.
| Volúmenes de manga publicados | Volúmenes de manga publicados | Volúmenes de manga publicados                                                     | Volúmenes de manga publicados | Volúmenes de manga publicados                                                     |
| Número                        | Fecha de publicación          | ISBN                                                                              | Fecha de publicación          | ISBN                                                                              |
| ----------------------------- | ----------------------------- | --------------------------------------------------------------------------------- | ----------------------------- | --------------------------------------------------------------------------------- |
| 1                             | 18 de agosto de 2020          | ISBN 978-4-09-850180-9                                                            | 6 de mayo de 2022             | ISBN 978-84-679-4739-7                                                            |
| 2                             | 16 de noviembre de 2020       | ISBN 978-4-09-850181-6                                                            | 29 de julio de 2022           | ISBN 978-84-679-4740-3                                                            |
| 3                             | 18 de diciembre de 2020       | ISBN 978-4-09-850285-1                                                            | 23 de septiembre de 2022      | ISBN 978-84-679-4741-0                                                            |
| 4                             | 17 de marzo de 2021           | ISBN 978-4-09-850490-9                                                            | 25 de noviembre de 2022       | ISBN 978-84-679-4742-7                                                            |
| 5                             | 16 de julio de 2021           | ISBN 978-4-09-850634-7                                                            | 14 de abril de 2023           | ISBN 978-84-679-5961-1                                                            |
| 6                             | 18 de noviembre de 2021       | ISBN 978-4-09-850728-3 (edición normal) ISBN 978-4-09-943096-2 (edición especial) | 9 de junio de 2023            | ISBN 978-84-679-5962-8                                                            |
| 7                             | 17 de marzo de 2022           | ISBN 978-4-09-850876-1 (edición normal) ISBN 978-4-09-943104-4 (edición especial) | 6 de octubre de 2023          | ISBN 978-84-679-5963-5 (edición normal) ISBN 978-84-679-6365-6 (edición especial) |
| 8                             | 17 de junio de 2022           | ISBN 978-4-09-851148-8 (edición normal) ISBN 978-4-09-943116-7 (edición especial) | 7 de diciembre de 2023        | ISBN 978-84-679-6652-7                                                            |
| 9                             | 15 de septiembre de 2022      | ISBN 978-4-09-851260-7 (edición normal) ISBN 978-4-09-943119-8 (edición especial) | 5 de abril de 2024            | ISBN 978-84-679-6653-4                                                            |
| 10                            | 16 de marzo de 2023           | ISBN 978-4-09-851771-8                                                            | 7 de junio de 2024            | ISBN 978-84-679-6654-1                                                            |
| 11                            | 15 de septiembre de 2023      | ISBN 978-4-09-852769-4                                                            | 2 de agosto de 2024           | ISBN 978-84-679-7130-9                                                            |
| 12                            | 18 de diciembre de 2023       | ISBN 978-4-09-853030-4                                                            | 25 de octubre de 2024         | ISBN 978-84-679-7131-6                                                            |
| 13                            | 17 de abril de 2024           | ISBN 978-4-09-853233-9                                                            | 5 de diciembre de 2024        | ISBN 978-84-679-7133-0                                                            |
| 14                            | 18 de marzo de 2025           | ISBN 978-4-09-854017-4                                                            | —                             | —                                                                                 |

### Anime
En septiembre de 2022, se anunció en la portada del noveno volumen del manga que la serie recibirá una adaptación a anime. La serie está producida por Madhouse y dirigida por Keiichirō Saitō, con guiones supervisados por Tomohiro Suzuki, diseños de personajes a cargo de Reiko Nagasawa y música compuesta por Evan Call. La serie se estrenó con un especial de dos horas el 29 de septiembre de 2023, en el bloque de programación Kin'yō Road Show de Nippon TV (que generalmente está reservado para largometrajes), siendo la primera serie de anime en hacerlo. Los episodios posteriores se transmitirán desde el 6 de octubre en el nuevo bloque de programación Friday Anime Night de la cadena.  La serie se emitirá durante dos cursos consecutivos. El primer tema de apertura es «Yūsha» (勇者?), interpretado por YOASOBI, mientras que el tema de cierre es «Anytime Anywhere», interpretado por Milet. Milet también interpreta el tema de cierre del primer episodio «Bliss». El segundo tema de apertura es «Hareru» (晴る?), interpretado por Yorushika. Crunchyroll obtuvo la licencia de la serie fuera de Asia.
El 20 de septiembre de 2023, Crunchyroll anunció que la serie recibieron ambos doblajes tanto en español latino como en castellano, los cuales se estrenaron el 27 de octubre.
El 28 de septiembre de 2024, se anunció que la serie recibiría una segunda temporada. Está producida por Madhouse y dirigida por Tomoya Kitagawa sustituyendo a Keiichirō Saitō, ahora acreditado como director de apoyo, con guiones supervisados por Tomohiro Suzuki, diseños de personajes a cargo de Takasemaru, Keisuke Kojima y Yuri Fujinaka sustituyendo a Reiko Nagasawa y música compuesta por Evan Call. Se estrenará en enero de 2026.

## Recepción
Para marzo de 2021 llevaba más de dos millones de copias en circulación. El título ocupó el segundo lugar en la lista de mejores mangas de 2021 según los lectores masculinos de Kono Manga ga Sugoi!, de Takarajimasha, y ocupó el sexto lugar en 2022. La serie ocupó el segundo lugar en los «Cómics recomendados de 2021 por los empleados de la librería nacional» del sitio web Honya Club. La serie ocupó el puesto 17 en la lista de «Libro del año» de 2021 de la revista Da Vinci.
Sōsō no Frieren ganó el 14° Manga Taishō en 2021. El manga recibió el Premio Nuevo Creador del 25º Premio Cultural Tezuka Osamu anual en 2021. El manga fue nominado para el 45° Premio Kōdansha Manga en la categoría shōnen en 2021. El manga fue nominado para los Next Manga Awards de 2021 en la categoría de impresos y se ubicó en el tercer lugar de 50 nominados.
Rebecca Silverman de Anime News Network le dio al primer volumen una A-. Silverman elogió el concepto de Frieren sobreviviendo a sus compañeros y viéndose obligada a vivir con una comprensión del mundo humano y sus propias emociones, calificándolo como una «interpretación interesante del género de fantasía». Silverman, sin embargo, comentó que el arte no está «muy a la altura de las tareas emocionales de la historia» y que la aprendiz de Frieren, Fern, «carece de personalidad».
Wolfen Moonchild de Sequential Tart le dio al primer volumen un 9 sobre 10. Moonchild destacó la naturaleza de la vida de la historia, a pesar de su premisa, que implica una «fiesta de aventuras al estilo D&D», elogiando también la interacción entre los personajes y la obra de arte, y concluyó: «Si quieres un descanso de las escenas de lucha, y si quieres algo más sereno y contemplativo, ¡este libro te servirá de mucho! También es una hermosa historia sobre cómo honrar la memoria de los seres queridos perdidos y sobre cómo lidiar con el dolor». Sheena McNeil del mismo sitio web le dio al primer volumen un 7. McNeil llamó al concepto de «¿qué le sucede al grupo cuando termina la búsqueda?» interesante, elogiando también la lucha de Frieren por «volverse menos desapegada» y verla experimentar los «momentos conmovedores encantadores, agridulces y felices». McNeil también comparó el ritmo y la sensación de la serie con Haibane Renmei. The Fandom Post lo nombró el sexto mejor manga de 2021. Ellos escribieron: «El tiempo no espera a nadie y esa línea puede ser usada en exceso, pero esa línea toca una fibra sensible en este manga. Siempre hay más por descubrir y Frieren tiene que aprender esa lección a medida que pasa el tiempo. Es un recordatorio dulce pero duro para disfrutar el momento por todo lo que vale».
A fecha de abril de 2024, Sousou no Frieren tiene una puntuación de 9.39 en MyAnimeList, siendo el primer anime en años en superar de forma estable a FullMetal Alchemist Brotherhood como el anime mejor valorado.

## Otras lecturas
- Taniguchi, Ryuichi (18 de septiembre de 2020). «『葬送のフリーレン』魔王を倒した後の世界、不老長寿の魔法使いが抱いた思いとは？». Real Sound (en japonés). Blueprint Co., Ltd. Archivado desde el original el 3 de octubre de 2020.
- «「葬送のフリーレン」特集 有野晋哉（よゐこ）、浦井健治、江口雄也（BLUE ENCOUNT）、小出祐介（Base Ball Bear）、近藤くみこ（ニッチェ）、須賀健太、鈴木達央、豊崎愛生が読後の思い綴る». Natalie (en japonés). Natasha, Inc. 16 de octubre de 2020.
- Eisenbeis, Richard (23 de enero de 2022). «Frieren: Beyond Journey's End GN 2 - Review» (en inglés). Anime News Network.
- Eisenbeis, Richard (31 de enero de 2022). «Frieren: Beyond Journey's End is the Best Manga I Have Ever Read» (en inglés). Anime News Network.